# Venturia townesorum
Venturia townesorum là một loài tò vò trong họ Ichneumonidae.